# Semaeopus dudisca
Semaeopus dudisca är en fjärilsart som beskrevs av William Schaus 1901. Semaeopus dudisca ingår i släktet Semaeopus och familjen mätare. Inga underarter finns listade i Catalogue of Life.